# Guerra sinofrancesa
La guerra sinofrancesa, també coneguda com el conflicte de Tonquín, va ser un enfrontament entre les forces xineses de l'imperi de la dinastia Qing i les colonials franceses. L'objectiu era determinar quin dels dos països obtenia el control de la regió de Tonquín, al nord del Vietnam, fins llavors sota el protectorat xinès. Va tenir lloc entre agost de 1884 i abril de 1885, obtenint uns resultats que van perjudicar tots dos bàndols: Xina va perdre el protectorat i va reconèixer la victòria dels francesos en terreny marítim, i França va patir algunes derrotes terrestres estratègiques pràcticament quan la guerra ja finalitzava. El conflicte es va resoldre finalment firmant el Tractat de Tianjin amb la cessió de la Xina dels seus poders sobre la regió a França.
Els antecedents de la guerra es remunten a problemes generats per la política expansionista francesa al sud-est d'Àsia, acció facilitada perquè en certs moments foren uns bons aliats dels vietnamites davant la situació política xinesa. Es van iniciar conflictes armats ja des del 1881 –batalla del Pont de Papier, batalla de Thu'an An, batalla de Bắc Ninh, entre altres– que van anar agreujant el conflicte entre ambdós països fins a arribar a desencadenar l'anomenada guerra Sinofrancesa.

## Accions prèvies a la guerra
Els primers contactes dels francesos a la regió d'Annam es van produir amb l'entrada dels jesuïtes el 1615. La relació entre ambdues comunitats va estar durant anys basada en l'intercanvi comercial i religiós. A finals del segle xviii i principis del XIX, els vietnamites van veure com diverses províncies de la Xina s'enfrontaven entre elles, causant una sensació d'inseguretat dels vietnamites respecte els seus «protectors». Va ser llavors quan França ho va aprofitar per implantar-se més en la zona.

### L'entrada de França a Annam. Els banderes negres.

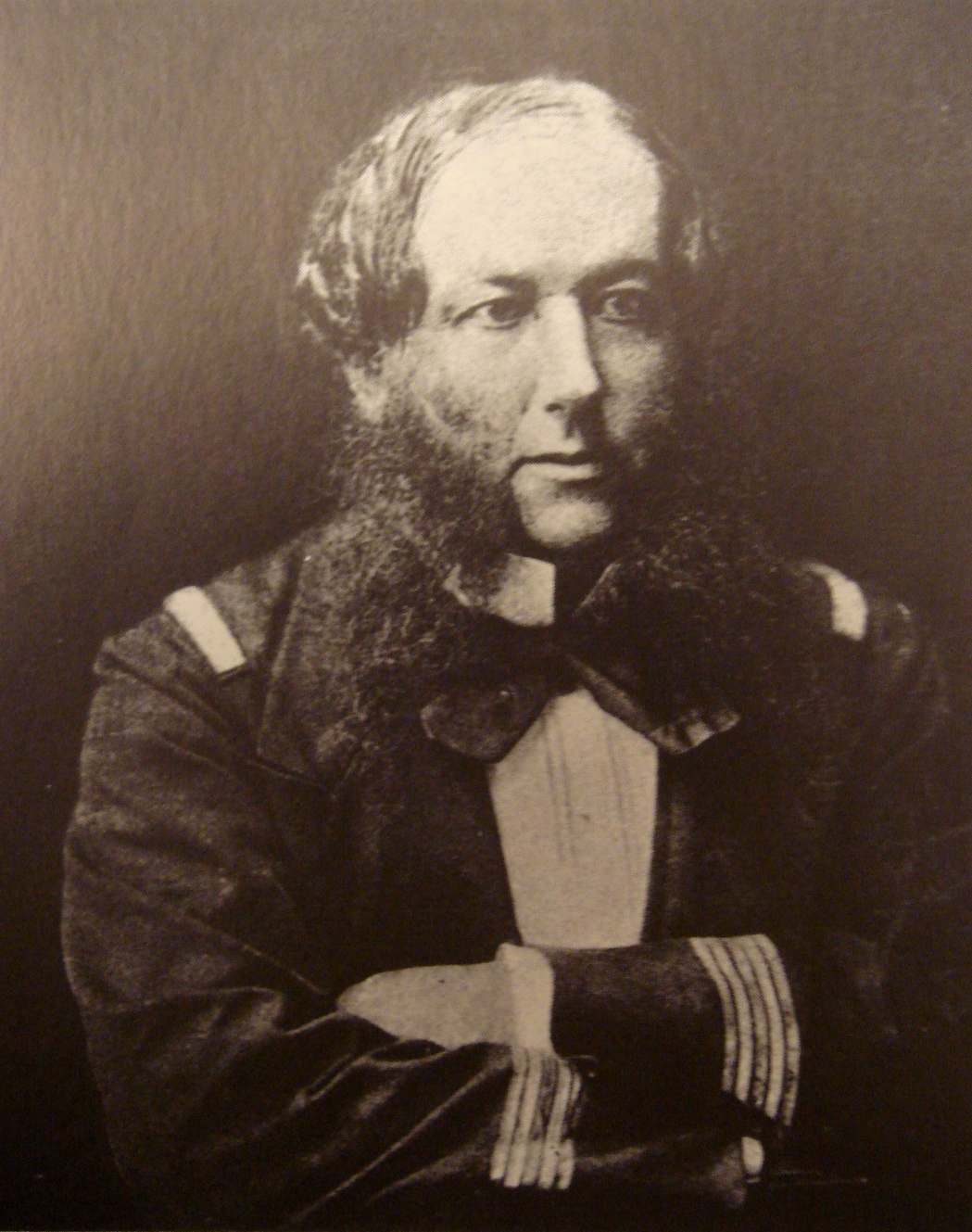
Comandant Henri Rivière (1827–1883)

A principis del segle xix la presència francesa a Annam va continuar sent fructuosa, fins que l'emperador Tu Duc i les seves polítiques xenòfobes i anticatòliques van provocar la intervenció de Napoleó el 1858. La victòria francesa va comportar la signatura d'un acord d'annexió el 1862, en el qual l'emperador vietnamita cedia la zona sud del Vietnam. L'acord també fixaria una gran indemnització, llibertat religiosa pels catòlics i privilegis comercials. L'acord es va reafirmar el 1874 fent d'Annam un protectorat francès que formà part de la colònia francesa de la Cotxinxina. Aquesta nova incorporació també va permetre als francesos navegar pel riu Vermell cap a la zona nord del país, fins a arribar a Hanoi. Els exploradors francesos van seguir el curs del riu Vermell a través del nord del Vietnam fins a la seva font a Yunnan, amb les esperances de fixar una ruta comercial rendible amb la Xina tot evitant els ports conflictius de les províncies costaneres xineses.
El 1873, una petita força francesa comandada pel tinent de vaixell Francis Garnier, sobrepassant les seves instruccions, va intervenir militarment al nord del Vietnam. Després d'una sèrie de victòries franceses contra els vietnamites, el govern vietnamita va enviar l'Exèrcit de la bandera negra de Liu Yongfu, que van derrotar la força de Garnier sota les muralles de Hanoi. Garnier va morir en aquesta batalla, i el govern francès va desautoritzar la seva expedició.
En aquest context va ser quan, uns anys més tard, el comandant francès Henri Rivière va encendre les alarmes tant de xinesos com de vietnamites, amb un intent d'ocupar la ciutat d'Annam. El 1881, Rivière havia estat enviat amb una petita força militar a Hanoi per investigar les queixes vietnamites sobre les activitats dels comerciants francesos. Desafiant les instruccions dels seus superiors, Rivière va assaltar la ciutadella de Hanoi el 25 d'abril de 1882. Malgrat que Rivière posteriorment va retornar la ciutadella al control vietnamita, el seu ús de la força va provocar alarmes tant al Vietnam com a la Xina. El 1882, les zones que encara continuaven sota el protectorat xinès van demandar a la cort Qing tropes per defensar-se de l'amenaça francesa. Van arribar els banderes negres, soldats altament organitzats liderats per Liu Yongfu, per evitar l'assalt dels francesos a Tonquín; els xinesos van accedir a armar i donar suport a l'exèrcit dels banderes negres, i oposar-se de manera clandestina a les operacions franceses a Tonquín. La cort Qing també va enviar un clar senyal als francesos que la Xina no permetria que Tonquín caigués sota control francès. L'estiu de 1882, les tropes de l'exèrcit de Yunnan i l'exèrcit de Guangxi van travessar la frontera amb Tonquín, ocupant Lạng Sơn, Bắc Ninh, Hung Hoa i altres ciutats.

### Pugna per Tonquín. La batalla del Pont de Papier

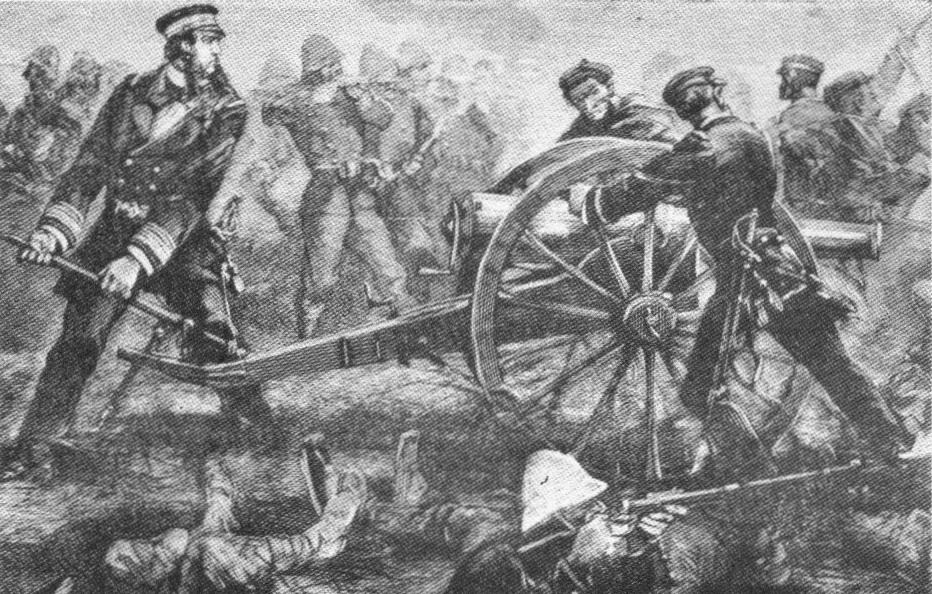
Rivière intenta rescatar un canó francès aturat durant la Batalla del Pont de Papier (19 de maig de 1883).

Davant la perspectiva d'una possible guerra oberta contra Xina, va haver-hi una distensió per part dels francesos per tal d'evitar el conflicte. Amb la gestió del representant francès a la Xina, Frédéric Bourée, es va acordar una divisió de poders entre Xina i França en els diferents pobles del protectorat. En aquestes negociacions no es va consultar als vietnamites. Jules Ferry i el ministre d'Afers Exteriors, Paul-Armand Challemel-Lacour, van desautoritzar Bourée i el seu acords amb Li Hongzhang i reforçaren les decisions militars de Rivière i van deixar clar als xinesos que estaven decidits a prendre Tonquín sota la protecció francesa. A principis de 1883, el comandant Rivière va iniciar una acció militar. França havia enviat un batalló d'infanteria marítima i Rivière ja tenia homes suficients per aventurar-se més enllà de Hanoi. El 27 de març de 1883, Rivière va capturar la ciutadella de Nam Định amb una força de 520 soldats francesos, i aconseguí una bona comunicació des de Hanoi fins a la costa. El 28 de març, durant la seva absència, els banderes negres de Liu Yongfu i els vietnamites van atacar Hanoi; el cap del batalló, Berthe de Villers, els va rebutjar en l'anomenada batalla de Gia Cuc.
Com que els vietnamites no tenien mitjans per resistir als francesos, l'abril de 1883, el comandant de l'exèrcit de Yunnan, Tang Jingsong (唐景崧) va convèncer Liu Yongfu perquè ataqués Rivière amb els banderes negres. Era una situació de guerra no convencional. El 10 de maig de 1883, Liu Yongfu va desafiar els francesos a una batalla en un dur missatge àmpliament difós per les parets de Hanoi. El 19 de maig, Rivière es va enfrontar a les banderes negres en la batalla del Pont de Papier; la petita força de Rivière (al voltant de 450 homes) va atacar una forta posició defensiva dels banderes negres prop del poble de Cầu Giấdy, a l'oest de Hanoi, conegut pels francesos com a Pont de Papier. Els francesos van patir una desastrosa derrota. Després dels èxits inicials, els francesos van quedar envoltats; amb dificultat, es van reagrupar i van tornar a Hanoi. Rivière, Berthe de Villers i altres oficials superiors van morir en aquesta acció.

### Tensions creixents. La batalla de Thu'an An

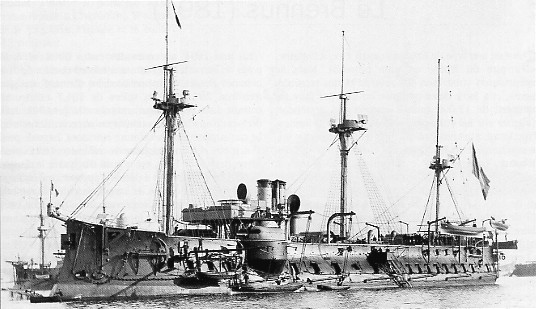
El vaixell de guerra francès "Bayard" (1880)

La mort de Rivière va produir una reacció airada de França. Es van enviar reforços cap a Tonquín i es va evitar un atac per part de les banderes negres sobre Hanoi. La situació militar es va estabilitzar. El 20 d'agost de 1883, l'almirall Amédée Courbet, comandament de la nova divisió naval de la costa de Tonquín, va assaltar els forts que controlaven l'accés a la capital vietnamita, Hue. Aquesta fou la batalla de Thu'an An, i la superioritat militar francesa va obligar el govern vietnamita a signar el Tractat de Hue, que determinava que Tonquín quedava sota protecció francesa.
Van produir-se diversos enfrontaments amb les forces dels banderes negres (batalles de Phu Hoai i de Palan), però als ulls del món foren derrotes franceses, gràcies al coneixement del terreny i de les tàctiques dels banderes negres. Malgrat els intents dels francesos per convèncer a la Xina de retirar les seves forces de Tonquín, els xinesos van refusar. Els francesos es van preparar per una ofensiva més important cap a final de l'any amb l'objectiu d'aniquilar els banderes negres, i van intentar persuadir la Xina perquè retirés el seu suport a Liu Yongfu. Mentre, França intentava guanyar el suport d'altres potències europees. Paral·lelament, el juliol de 1883, les negociacions a Xangai entre el ministre francès Arthur Tricou i Li Hongzhang no van ser recolzades pel govern Qing que no creien que el govern francès pogués iniciar una guerra amb la Xina. També es produïren intents de negociació entre el govern de Jules Ferry i Li Hongzhang, ministre xinès a París. A mesura que la guerra amb la Xina semblava cada cop més probable, els francesos van persuadir al govern alemany de retardar l'entrega de vaixells de guerra per a la flota naval xinesa, alhora que reforçaven els seus destacaments militars al delta del riu Vermell, a Quảng Yên, Hưng Yên i Ninh Bình. D'altra banda, les tensions entre ciutadans europeus residents a la Xina i habitants locals van augmentar a finals de 1883, provocant diversos incidents de caràcter xenòfob, especialment a la província de Guangzhou.

### Batalles de Sơn Tây, Bac Ninh i l'acord de Tientsin

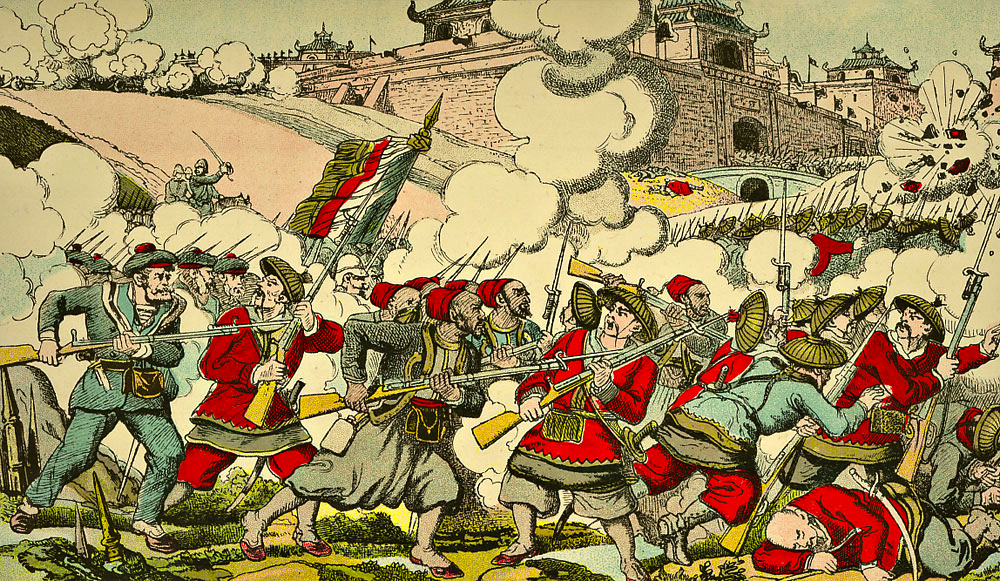
La presa de Bac Ninh pels francesos el 1884

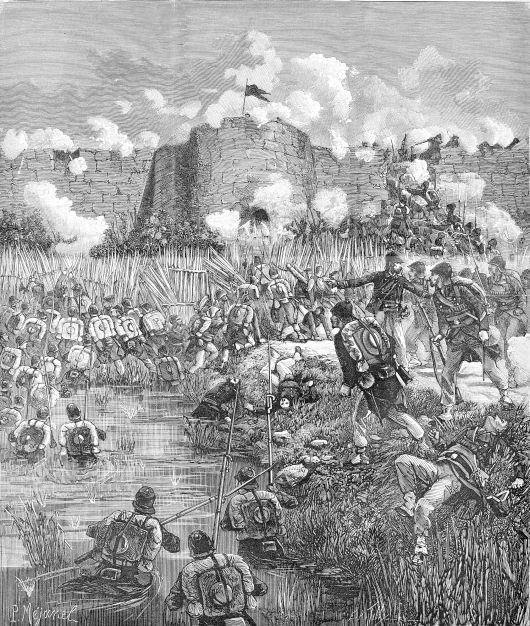
Captura de Son Tay

Els francesos tenien clar que un atac contra els banderes negres de Liu Yongfu probablement donaria lloc a una guerra no declarada amb la Xina, però van calcular que una victòria ràpida a Tonquín forçaria als xinesos a acceptar els fets consumats. La campanya de Tonquín fou confiat a l'almirall Courbet, que va atacar la ciutat de Son Tay el desembre de 1883. Els contingents xinesos i vietnamites de Son Tay van tenir poc protagonisme, i foren les banderes negres de Liu Yongfu qui lluitaren molt intensament per mantenir la ciutat. En el primer atac els francesos patiren fortes pèrdues; després foren el banderes negres que patiren moltes baixes. Al final, un ús intensiu d'artilleria va permetre que els francesos capturessin la porta occidental de Sơn Tây i ocupessinla ciutat. La guarnició de Liu Yongfu es va retirar a la ciutadella i va evacuar Sơn Tây en la foscor. Courbet havia aconseguit el seu objectiu, però amb un cost considerable: 83 morts i 320 ferits. Les pèrdues dels banderes negres en la batalla de Sơn Tây foren molt importants i Liu Yongfu va ser conscient que no havia rebut el suport de xinesos i vietnamites; va deicidir que mai no tornaria a exposar les seves tropes d'una manera tan oberta.
El març de 1884, els francesos van iniciar una segona ofensiva sota el comandament del general Charles-Théodore Millot, amb més de 10.000 soldats distribuïts en dues brigades: la primera, sota les ordres del general Louis Brière de l'Isle –havia estat governador del Senegal–, i la segona, comandada pel carismàtic general de la Legió Estrangera, un jove François de Négrier, famós per haver sufocat una greu rebel·lió àrab a Algèria. L'objectiu francès era Bắc Ninh, defensada per un nombre important de tropes xineses de l'exèrcit de Guangxi; com estaven baixes de moral, en el moment de la batalla no oferiren massa resistència. La batalla de Bắc Ninh fou un passeig pels francesos.
La derrota a Bac Ninh, poc després de la caiguda de Son Tay, així com altres victòries durant la primavera de 1884 (captures de Hưng Hóa i Thái Nguyên) van convèncer l'emperadriu Cixi que havien de pactar. El mes de maig es van portar a terme les negociacions a Tianjin (Tientsin); Li Hongzhang, fou el representant xinès i el capità F. E. Fournier, el francès. L'acord de Tientsin es va signar l'11 de maig de 1884 i va suposar el reconeixement d'Annam i Tonquín com a protectorats francesos, a més de la retirada de les tropes xineses i acords comercials entre tots dos països. Aquest tractat tenia alguns punts bastant ambigus. Poc després, els francesos van signar el tractat de Hue amb Vietnam, en el qual el país asiàtic trencava vincles amb els seus històrics aliats xinesos; a més, permetia l'assentament de tropes franceses en diferents punts del mapa vietnamita.

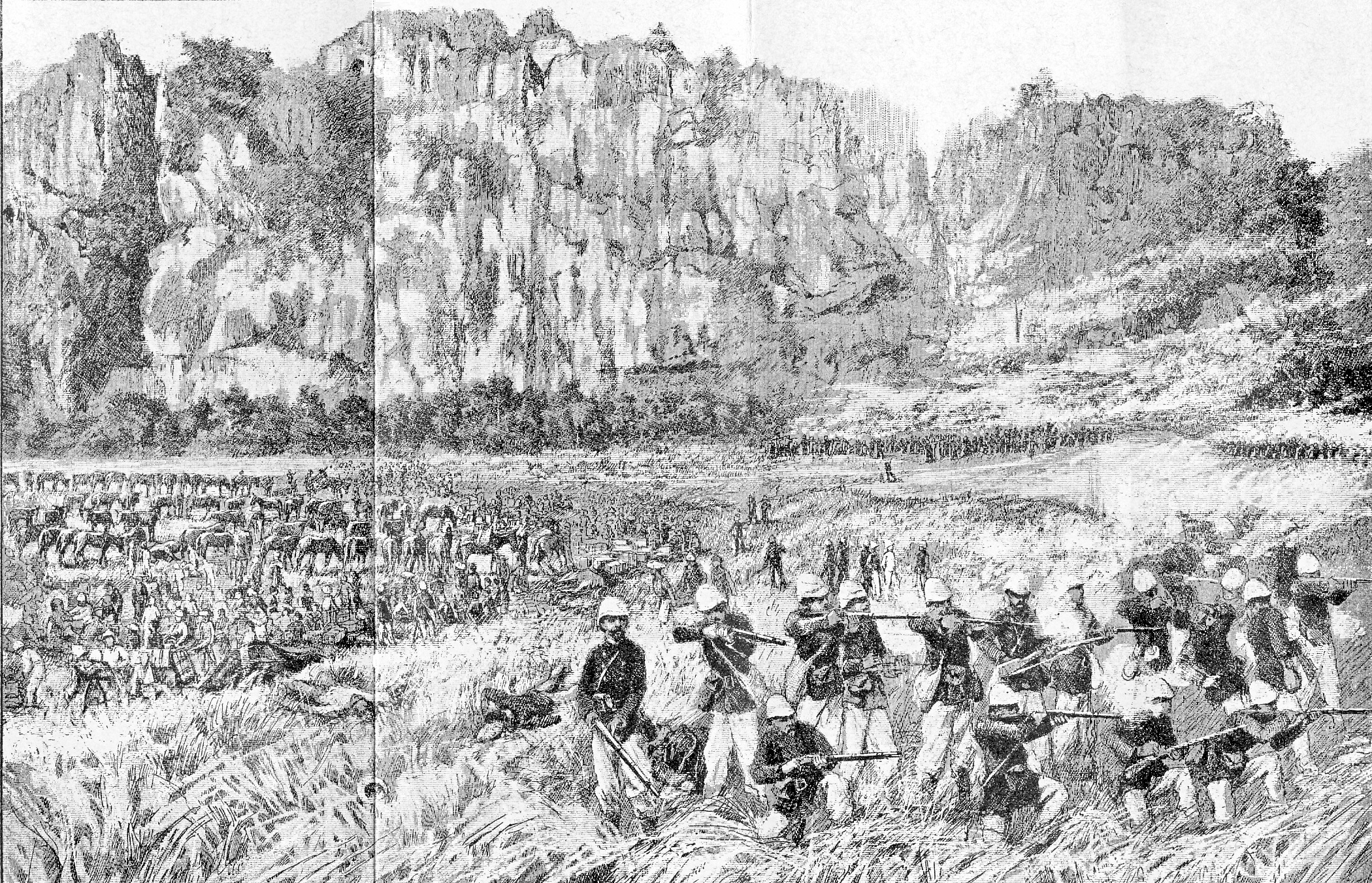
L'emboscada de Bac Li, 23 de juny de 1884

### L'emboscada de Bac Li
El fet que l'acord de Tientsin no concretés quan els xinesos havien de retirar les seves tropes de Tonquín va ser un desencadenant de la guerra Sinofrancesa. Els francesos van assumir que els xinesos abandonarien Tonquín com estava acordat i es van preparar per ocupar les ciutats frontereres de Lang Són, Cao Bang i That Ke. A principis de juny de 1884, una columna francesa sota el comandament del tinent coronel Dugenne avançà cap a Lang Són i prop del petit poble de Bac Li es van trobar amb un destacament de l'exèrcit xinès. Els xinesos, tot i reconèixer els acords de Tientsin, van afirmar que no havien rebut encara ordres específiques per abandonar el lloc. Els francesos van exigir la retirada immediata i davant la negativa van iniciar l'assalt a Bac Li el 23 de juny de 1884. Wang Debang dirigia les tropes xineses i la batalla va durar tres dies. Encara que les baixes xineses van ser elevades (uns 300 xinesos per uns 22 morts i 6 ferits francesos) els xinesos van fer retrocedir les forces franceses. Els xinesos van proclamar l'incident de Bac Li com una derrota francesa. Donada l'ambigüitat en l'origen de la batalla, els registres francesos es refereixen al fet com una emboscada.

## La guerra Sinofrancesa (1884-85)
Les notícies de l'emboscada de Bac Li van enutjar al govern francès, que ho consideraren com una traïció per part dels xinesos. El govern de Ferry va exigir disculpes, una indemnització i la immediata implementació dels termes de l'acord de Tianjin. El govern xinès va acordar negociar, però es va negar a demanar disculpes i menys a pagar cap indemnització. L'escalada bèl·lica era inevitable i encara hi hauria algun conflicte més abans que la guerra Sinofrancesa, formalment, s'iniciés amb el trencament de les negociacions entre Xina i França a conseqüència de l'atac naval de l'almirall Courbet, el 23 d'agost de 1884.

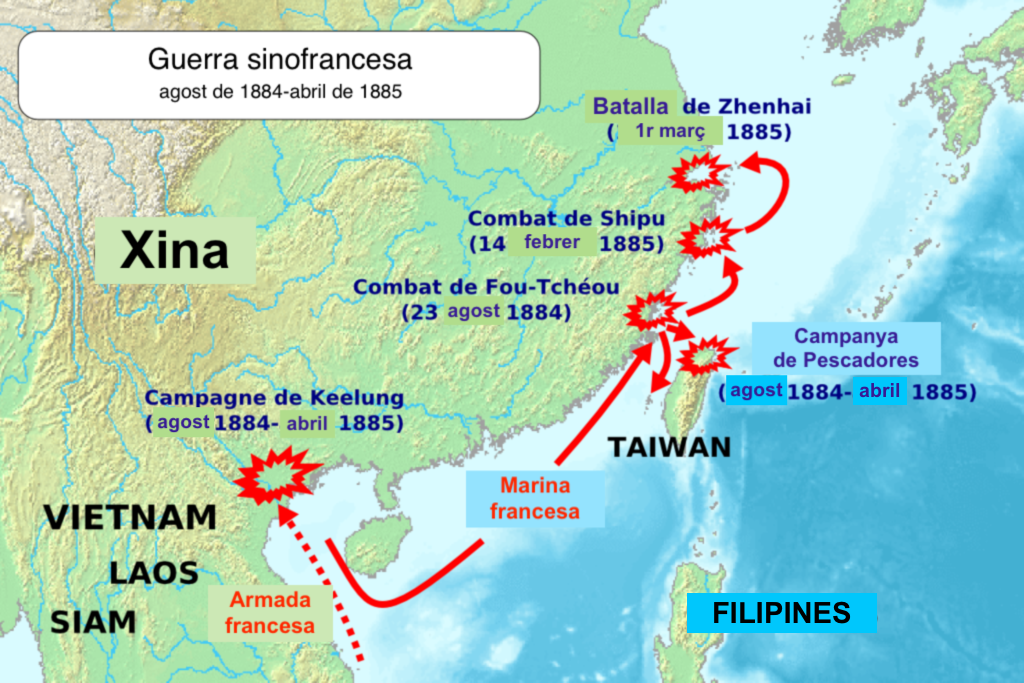
Evolució de la guerra

### Atac a Keelung i batalla de Fuzhou
La primera acció bèl·lica dels francesos fou el bloqueig de l'illa xinesa de Taiwan (Formosa). L'atac es va iniciar el 5 d'agost de 1884; l'almirall Lespes va bombardejar els forts taiwanesos del port de Keelung, en la costa nord-est de l'illa, i va destruir diversos emplaçaments d'armes. Tot i així, Liu Mingchuan, un antic comandant de l'armada Huai, va aconseguir defensar amb èxit el port de Keelung. Finalment, els francesos van retirar-se el 6 d'agost davant l'arribada de reforços xinesos. Aquests èxits xinesos a Annam i a Taiwan contrastaren amb la desfeta naval que patiren. A mitjans d'agost les negociacions entre França i la Xina es van trencar; poc després, el 23 d'agost de 1884, una flota de vuit vaixells sota el comandament de l'almirall Courbet va atacar la flota xinesa i va destruir nou dels onze vaixells de guerra fondejats en el port de Fuzhou (batalla de Fuzhou); tots eren vaixells de nova construcció. L'atac fou observat amb interès per vaixells neutrals britànics i americans i va ser una de les primeres accions en què es va usar amb èxit el torpede de perxa. En una hora, els intensos bombardejos navals van destruir, no només el millor de la flota del sud de la Xina, sinó també les drassanes de Fuzhou (construïdes sota la direcció francesa), amb uns 3.000 soldats xinesos morts i unes baixes mínimes per part del bàndol francès.

### Aldarulls a Hong Kong. Ocupació de Keelung (Formosa)
Immediatament després d'aquest incident, es trencaren les negociacions i encara que cap país declarà formalment la guerra, el conflicte s'intensificà. La notícia de la destrucció de la flota de Fujian va ser rebuda amb un esclat de fervor patriòtic a la Xina, i es produïren atacs contra estrangers i propietats estrangeres; destaquen els aldarulls del 3 d'octubre a Hong Kong que culminaren amb algun mort, disturbis fomentats per les autoritats xineses de la província de Guangdong. L'1 d'octubre, el tinent-coronel Bertaux-Levillain va desembarcar a Keelung amb 1.800 homes i van prendre la ciutat. Les tropes xineses continuarien envoltant la ciutat durant la resta de la guerra sense poder-la recuperar. Encara que un bloqueig francès va frustrar tots els esforços xinesos d'enviar reforços per alliberar Taiwan, els francesos tampoc van poder prendre la ciutat de Tamsui en la plana costanera del nord-oest de Taiwan; les mines de carbó de Pei-tao es van mantenir en mans xineses. Com a resultat, el control francès sobre Taiwan es va limitar a la costa nord. Cap a finals de 1884, els francesos van poder exercir un bloqueig limitat dels ports de Keelung i Tamsui, al nord de Formosa, i els ports del sud de Taiwanfu (Tainan) i Takow (Kaohsiung).
A principis de gener de 1885, el cos expedicionari francès, ara sota el comandament del coronel Jacques Duchesne, es va veure reforçat substancialment amb dos batallons d'infanteria, amb una força total d'uns 4.000 homes. Mentrestant, una part de l'exèrcit de Hunan i l'exèrcit d'Anhui havien augmentat en uns 25.000 homes. La flota xinesa va ser incapaç de trencar el bloqueig naval de Courbet sobre Taiwan. Encara que el sud va demanar ajuda de la flota del nord, Li Hongzhang va rebutjar posar els vaixells del nord en perill; així, el bloqueig francès va ser possible, en part, perquè la flota del nord de Beiyang no va ajudar a la flota del sud de Nanyang. La marina xinesa va fallar. La flota del nord tenia els vaixells més avançats, i la negativa venia en part per les rivalitats entre el nord i el sud de la Xina; el govern estava dividit en diverses faccions. Xina no tenia un únic almirall a càrrec de tota l'armada naval. A més, l'armada naval del nord de Tianjin també va restar homes a l'armada del sud de la Xina allistant mariners.

### Victòries franceses al delta del riu Vermell

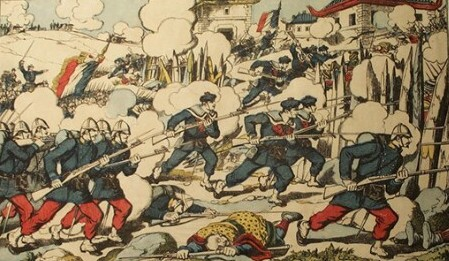
La batalla de Kép, 8 d'octubre de 1884

L'exèrcit francès a Tonquín pressionà les forces xineses i els seus aliats de la banderes negres. A primers de setembre de 1884 el general Millot fou reemplaçat pel general Brière de l'Isle, un dels comandants de brigada; Millot tingué problemes de salut. La primera tasca de Brière de l'Isle fou controlar una important invasió xinesa del delta del riu Vermell. A finals de setembre de 1884, grans destacaments de l'exèrcit de Guangxi van sortir des de Langson i van penetrar a la vall de Lục Nam. Brière de l'Isle va transportar gairebé 3.000 soldats francesos a Lục Nam a bord d'una flota de canoneres i atacà els destacaments xinesos abans que poguessin agrupar-se. En la campanya de Kep, del 2 al 15 d'octubre de 1884, tres columnes franceses sota el comandament del general de Négrier van caure sobre els destacaments separats de l'exèrcit de Guangxi i els van derrotar successivament en combats a Lam (6 d'octubre), Kép (8 d'octubre) i Chũ (10 d'octubre). La segona d'aquestes batalles va estar marcada especialment per durs enfrontaments entre les tropes franceses i xineses; els soldats francesos van patir nombroses baixes durant l'assalt el poble fortificat de Kép. Posteriorment, els informes de les atrocitats franceses a Kep van alarmar l'opinió pública a Europa; fonts franceses van estimar en uns 1.600 els morts xinesos (inclosa tota la guarnició de Kép) i uns 2.000 ferits.
Després d'aquestes derrotes, els xinesos van tornar cap a Bắc Lệ i Dong Song, i Négrier va establir posicions avançades a Kép i Chu, des d'on amenaçava la base de l'exèrcit de Guangxi a Lang Son; Chũ està a pocs quilòmetres al sud-oest de Dong Song. El 16 de desembre, un destacament xinès emboscà dues companyies de la Legió Estrangera a l'est de Chũ, a Ha Ho. Els legionaris van poder escapar amb diverses baixes i van haver d'abandonar els seus morts. Posteriorment de Négrier, amb reforços, va perseguir als xinesos, però aquests van poder fugir fins a Dong Song. La campanya de Kép va ser una acció preliminar a la campanya de Lạng Sơn que comportaria la captura de Lạng Sơn i l'expulsió de l'exèrcit de Guangxi de Tonquín.

### La Campanya de Lang Són

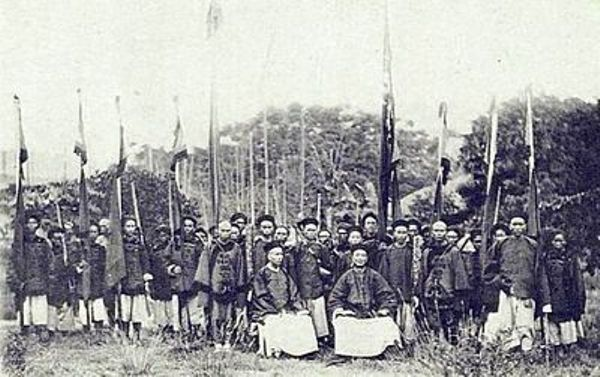
Exèrcit Qing durant la guerra

Durant els primers mesos de 1885 l'exèrcit xinès va iniciar l'ofensiva i va marxar cap a Tonquín. No obstant això, la falta de subministraments, el mal temps i la malaltia van devastar les tropes xineses. Una unitat de 2000 homes va perdre uns 1500 homes. Per la seva part, el francesos optaren per un actitud més agressiva; organitzaren una gran ofensiva per expulsar els xinesos del nord de Tonquín i el general Brière de l'Isle va rebre les ordres d'ocupar Lạng Sơn. La campanya partí de la posició francesa avançada a Chu; els dies 3 i 4 de gener de 1885, el General de Négrier va atacar i derrotà un notable destacament de l'exèrcit de Guangxi que s'havia concentrat al voltant del poble de Núi Bop, tot intentant interrompre els preparatius francesos. El 3 de febrer de 1885, Brière de l'Isle inicià l'ofensiva des de Chu amb una columna d'uns 7.200 soldats, acompanyats de 4.500 culis. En deu dies, la columna va arribar als afores de Lang Son. Van haver de lluitar intensament per superar les posicions xineses més ben defensades, a Tây Hòa (4 de febrer), Hạ Hòa (5 de febrer) i Dong Song (6 de febrer). Després d'una breu pausa a Dong Song, van lluitar a Deo Quao (9 de febrer) i Pho Vy (11 de febrer). El 12 de febrer, en una gran batalla favorable pels francesos, tropes comandades pel coronel Laurent Giovanninelli van atacar les principals defenses xineses a Bac Vie, al sud de Lang Son. Finalment, el 13 de febrer la columna francesa va entrar a Lang Son.
El següent objectiu francès va ser desviar-se cap a l'oest per arribar fins a Tuyên Quang, que estava sent assetjada des del novembre pels banderes negres de Liu Yongfu i l'exèrcit de Yunnan de Tang Jingsong. De Négrier es quedà a Lang Son amb la segona brigada i Brière de l'Isle va dirigir personalment la primera brigada de Giovanninelli, primer cap a Hanoi i després cap a Tuyên Quang. Abans d'arribar, van topar amb una forta resistència xinesa a Hòa Mộc. La batalla de Hòa Mộc, el 2 de març de 1885, fou probablement el combat més feroç de la guerra. Dos assalts francesos van ser rebutjats i van patir moltes baixes (76 morts i 408 ferits). No obstant això, la seva costosa victòria va aclarir el camí cap a Tuyên Quang. L'exèrcit de les banderes negres van aixecar el setge i van marxar cap a l'oest; els reforços francesos van entrar a Tuyên Quang el 3 de març. El setge de Tuyên Quang va ser l'enfrontament més evocador de la guerra Sinofrancesa. La guarnició francesa, amb 400 legionaris i 200 auxiliars tonquinesos comandats pel chef de bataillon Marc-Edmond Dominé van rebutjar tots els intents d'assaltar les seves posicions, tot i que van perdre més d'un terç dels homes (50 morts i 224 ferits) i estaven ja en una situació límit.

### Batalles de Đồng Đăng, Bang Bo i Ky Lua. Retirada de Lạng Sơn

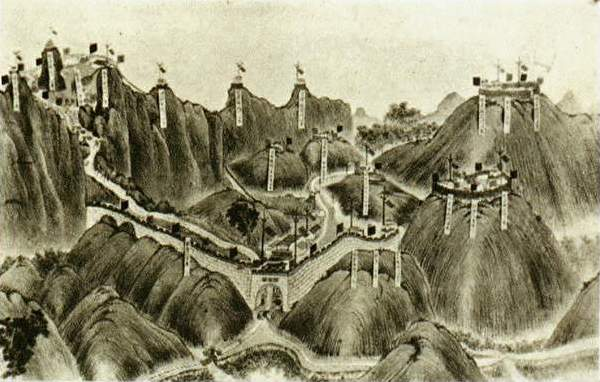
Fortificacions xineses a Bang Bo

Abans de la seva partida cap a Tuyên Quang, Brière de l'Isle va ordenar a de Négrier que expulsés l'exèrcit de Guangxi cap a la frontera xinesa. De Négrier els derrotà en la batalla de Đồng Đăng el 23 de febrer de 1885 i els va expulsar del territori tonquinés. A més, els francesos van destruir la "Porta de la Xina", un edifici duaner xinès a la frontera entre Tonquín i Guangxi. Com que no tenien prou homes per aprofitar la victòria, van retornar a Lạng Sơn a finals de febrer. A principis de març, després de les victòries franceses a Hoa Moc i Dong Dang, la situació militar a Tonquín es trobava en un cert estancament. L'exèrcit xinès no podia llençar una ofensiva i les dues brigades franceses no eren prou fortes per infligir una derrota decisiva a l'exèrcit xinès. Mentrestant, el govern francès pressionà a Brière de l'Isle perquè enviés la segona brigada a la frontera amb la província de Guangxi, amb l'esperança que una amenaça sobre el territori xinès obligaria la Xina a demanar la pau; el 17 de març Brière de l'Isle va desaconsellar-ho per manca d'efectius. Els dies 23 i 24 de març, la segona brigada, amb només 1.500 homes, va lluitar contra uns 25.000 soldats de l'exèrcit de Guangxi de Pan Dingxin a prop de Zhennanguan, a la frontera xinesa. El 23 i 24 de març, en la batalla de Bang Bo –en vietnamita Hengpo, o Zhennan Pass pels xinesos–, un poble en el centre de la posició xinesa, els francesos van patir fortes pèrdues (70 morts i 188 ferits) i es van retirar. Com que la moral de la brigada era precària i mancava munició, de Négrier va decidir retornar a Lang Son.
Els culis van abandonar els francesos i van tenir problemes de subministrament. Els xinesos, que avançaven lentament, es van enfrontar el 28 de març amb els francesos a Ky Lua, una combat per defensar Lạng Sơn. De Negrier va organitzar bé els seus homes que van ocupar amb èxit les seves posicions i van provocar moltes víctimes a l'exèrcit de Guangxi. Les pèrdues franceses van ser 7 homes morts i 38 ferits; les xineses, 1.200 morts i uns 6.000 ferits. Cap al final de la batalla, de Négrier fou greument ferit al pit mentre explorava les posicions xineses. Va haver de traspassar el comandament al tinent-coronel Paul-Gustave Herbinger, que va prendre decisions poc encertades, ja que, sembla ser, li va entrar pànic. Malgrat l'evidència que els xinesos havien estat derrotats clarament i que marxaven en desordre cap a la frontera xinesa, es va convèncer que, en el fons, es preparaven per atacar Lạng Sơn i que pretenien tallar la línia de subministrament. Sense tenir en compte les protestes d'alguns dels seus oficials, va ordenar que la segona brigada abandonés Lạng Sơn el vespre del 28 de març i es retirés cap a Chũ. En la marxa, van abandonar quantitats considerables d'aliments, municions i equipaments. Mentrestant, el general xinès Pan Dingxin (潘鼎新), coneixent que els francesos estaven en plena retirada, va tornar ràpidament per ocupar Lạng Sơn el 30 de març. Com els xinesos tampoc estaven en condicions de perseguir els francesos a Chũ, van realitzar un avanç limitat fins a Dong Song. La retirada francesa va ser considerada com una victòria xinesa. El 23 de març, va haver-hi una altra mala notícia per als francesos en el front occidental, en l'anomenada batalla de Phu Lam Tao; quan preparaven l'ofensiva de la brigada de Giovanninelli contra l'exèrcit de Yunnan, una força regular xinesa i banderes negres van sorprendre un batalló francès prop de Hưng Hóa i els van derrotar.

### Final de la guerra

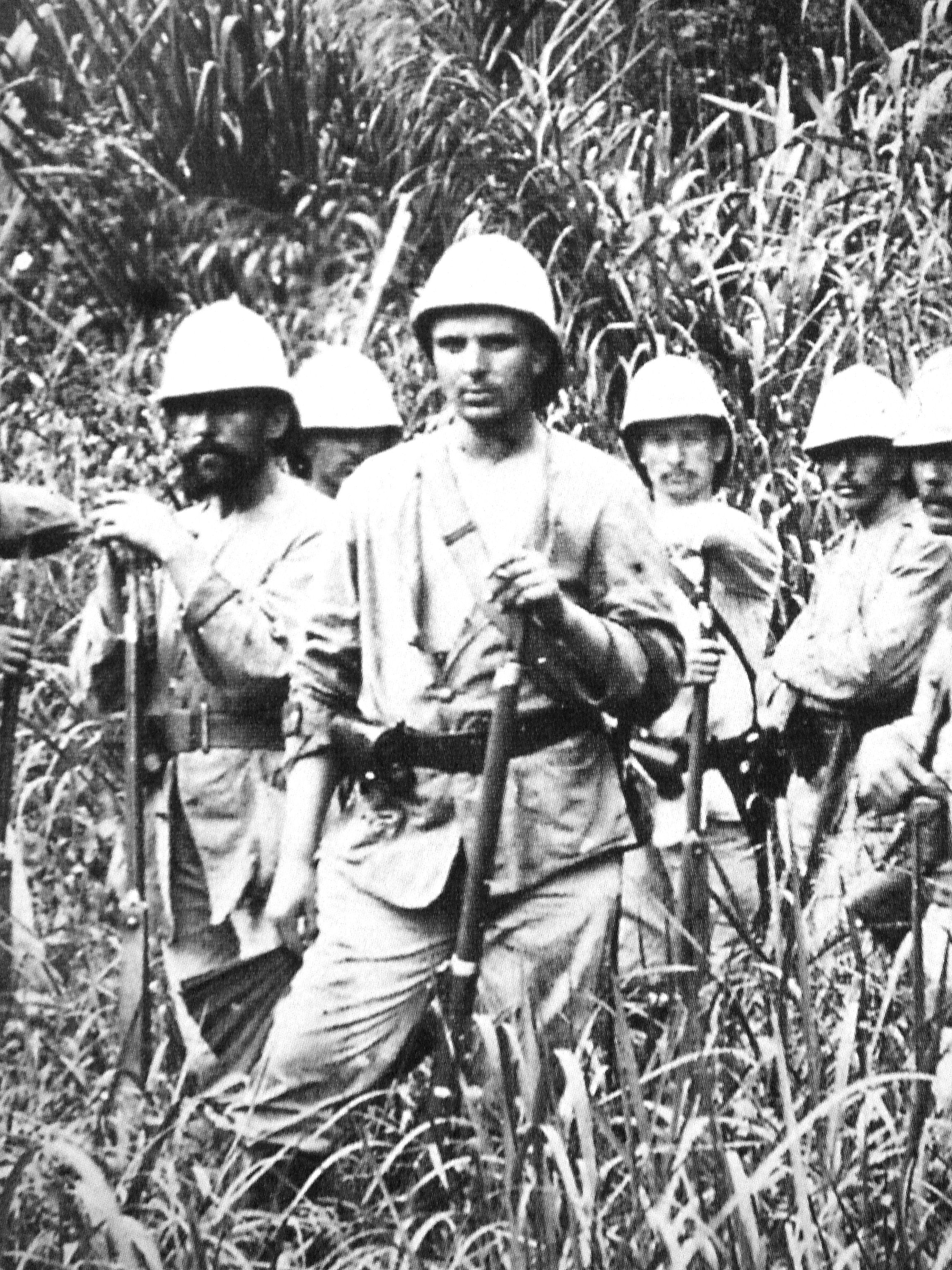
Soldats francesos a Tonquín cap el 1890

Tot i que la situació no era greu, a la llum dels informes alarmants d'Herbinger, Brière de l'Isle va creure que la situació era preocupant i va enviar al govern de París un telegrama molt pessimista el vespre del 28 de març. L'efecte polític d'aquest telegrama va ser transcendental. La reacció immediata de Ferry va ser reforçar l'exèrcit a Tonkin. Quan el telegrama es va fer públic a París, es va produir una revolta a la cambra dels diputats; es va presentar una moció de confiança i el govern de Ferry va caure el 30 de març. El seu successor, Henri Brisson, va iniciar negociacions de pau amb la Xina i es va acordar implementar l'Acord de Tientsin. Xina reconeixia implícitament el protectorat francès sobre Annam i Tonquín –que afeblia el sistema tributari de la Xina–, i el govern francès va abandonar la seva demanda d'indemnització per l'emboscada de Bắc Lệ. El protocol de pau es va signar el 4 d'abril i el 9 de juny, a Tianjin, es va firmar un tractat de pau substantiu amb Li Hongzhang com a representant xinès i el ministre francès Jules Patenôtre.
Entre altres coses, Xina volia la pau, ja que Gran Bretanya i Alemanya no van oferir l'ajuda esperada, i Rússia i Japó amenaçaven la frontera nord de la Xina. A més, l'economia xinesa seguia amb dificultats per la ingerència francesa en el comerç marítim. Japó volia aprofitar el conflicte entre Xina i França per actuar sobre el protectorat xinès de Corea. El desembre de 1884, els japonesos van provocar el "Cop d'estat de Gapsin", que va portar al Japó i Xina gairebé a la guerra. La cort Qing considerava que, per a la Xina, els japonesos eren una amenaça més gran que els francesos. Pel gener de 1885, l'emperadriu Cixi ja va demanar als seus ministres de buscar una pau honorable amb França. Es van celebrar a París converses secretes entre francesos i xinesos al febrer i març de 1885, i la caiguda de Ferry va eliminar el darrer obstacle per parlar de pau. La qüestió coreana va provocar que Japó i Rússia deterioressin les relacions amb la Xina. D'altra banda, Japó va amenaçar d'unir-se amb França en la guerra contra Xina. També, el nord de la Xina es va veure amenaçat per la perspectiva que Japó i Rússia s'unissin i ataquessin. La qüestió coreana i l'amenaça del Japó van portar Li Hongzhang a no utilitzar la flota del nord per lluitar contra els francesos que van destruir la flota de Fuzhou i van crear un bloqueig marítim.
La notícia de l'acord de pau del 4 d'abril no va arribar a Tonquín fins al cap d'uns dies; el compromís final es va produir el 14 d'abril de 1885 a Kép, on es produí el darrer atac xinès contra les posicions franceses. L'acord de pau exigia als xinesos retirar-se de Tonquín i permetia que els francesos continuessin ocupant Keelung i les illes Pescadores alguns mesos més, com a garantia de la bona fe xinesa. L'almirall Courbet va caure greument malalt durant aquesta ocupació i l'11 de juny va morir a bord del vaixell insígnia Bayard, al port de Makung. Els xinesos van complir puntualment els termes de l'acord de pau i a finals de juny de 1885 els exèrcits de Yunnan, els de Guangxi i els banderes negres de Liu Yongfu van marxar de Tonquín. Més endavant, però, les banderes negres seguirien assetjant i combatent durant anys els francesos a Tonquín. Amb el suport de la Xina, vietnamites i xinesos van lluitar contra els francesos a Lang Son en la dècada del 1890. Foren considerats "pirates" pels francesos i van rebre sol·licitud d'ajuda per part de les forces vietnamites antifranceses. També traficants d'opi i pirates d'origen vietnamita i xinès van lluitar a Tonquín contra la Legió Estrangera Francesa.

## Conseqüències
El tractat de pau de juny de 1885 va donar als francesos la major part del que volien. Es van veure obligats a evacuar Formosa i les illes Pescadores, territoris que Courbet havia volgut mantenir com a contrapès francès a la colònia britànica de Hong Kong. Però la retirada xinesa de Tonquín va permetre tornar a ocupar Lạng Sơn i la zona del riu Vermell de Lao Cai, a la frontera entre Yunnan i Tonquín. En els anys que van seguir, els francesos van aixafar un vigorós moviment de resistència vietnamita i van consolidar la seva presència sobre Annam i Tonquín. El 1887, la Cotxinxina, Annam, Tonquín –territoris que componen l'estat modern del Vietnam– i Cambodja foren incorporats a la Indoxina francesa. Més tard, s'hi afegiria Laos, cedit el 1893 a França per Siam, al final de la guerra Francosiamesa. França tan sols va renunciar a qualsevol demanda d'indemnització per part de la Xina.
El final de la guerra Sinofrancesa va disminuir l'entusiasme per la conquesta colonial a França. La guerra va acabar amb la carrera de Jules Ferry i el seu successor, Henri Brisson, també va dimitir el desembre de 1885. Clemenceau i altres oponents a l'expansió colonial gairebé van aconseguir la retirada francesa de Tonquín; al final, la Cambra francesa va donar suport al cos expedicionari de Tonquín per només quatre vots: 274 a 270. És a dir que, per molt poc, els francesos van estar a punt de deixar Tonquín. No va ser fins a principis de la dècada del 1890 que el suport polític intern per a l'expansió colonial va ressuscitar a França.